# Barrage Rampart
Le barrage Rampart (en anglais Rampart Dam ou Rampart Canyon Dam) était un projet de barrage hydroélectrique développé par le Corps du génie de l'armée des États-Unis dans les années 1950 et 1960 sur le fleuve Yukon en Alaska, aux États-Unis.
Le projet était prévu au canyon Rampart à 50 km au sud-ouest de Rampart et à environ 169 km au nord-ouest de Fairbanks.

## Description
Le barrage aurait créé un lac d'à peu près la taille du lac Érié, ce qui en aurait fait le plus grand lac de barrage au monde. La structure du barrage aurait fait aux extrémités 162 m de hauteur sur 1 430 m, le tout en béton. Les installations auraient délivré une puissance estimée entre 3,5 et 5 gigawatts d'électricité, basée sur le flux saisonnier de la rivière.

## Controverse
Bien que soutenu par de nombreux hommes politiques et entreprises en Alaska, le projet a été annulé lorsque des préoccupations ont été formulées sur le coût du projet, estimé à 1,39 milliard de dollars US en 1970. Les habitants indigènes de la région ont protesté contre la menace de perdre neuf villages à la suite de la montée des eaux produite par le barrage. Les écologistes décrièrent la menace des inondations de la Yukon Flats, une vaste zone de terres humides qui sert de lieu de reproduction pour des millions d'oiseaux marins.

## Annulation
En raison de ces objections, le Secrétaire à l'Intérieur des États-Unis Stewart Udall s'opposa formellement à la construction du barrage en 1967, et le projet fut abandonné. Le Corps des ingénieurs termina néanmoins son étude du projet en 1971, et le rapport final a été rendu public en 1979. En 1980, le président américain Jimmy Carter a créé le Yukon Flats National Wildlife Refuge, qui a officiellement protégé le secteur du développement d'un projet similaire.

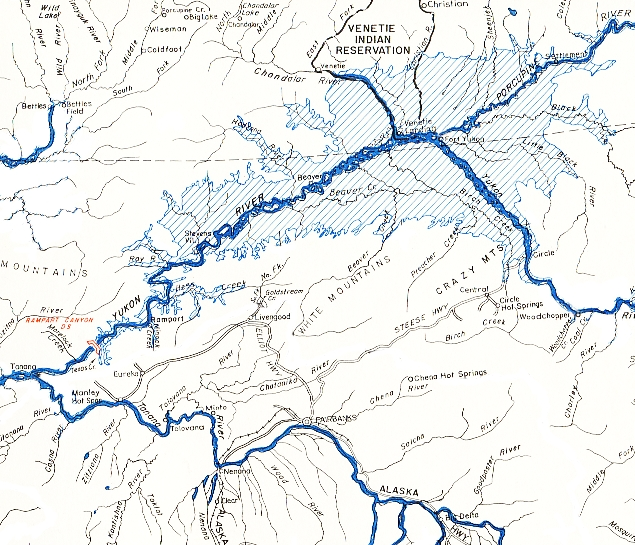
Carte régionale du projet de barrage.
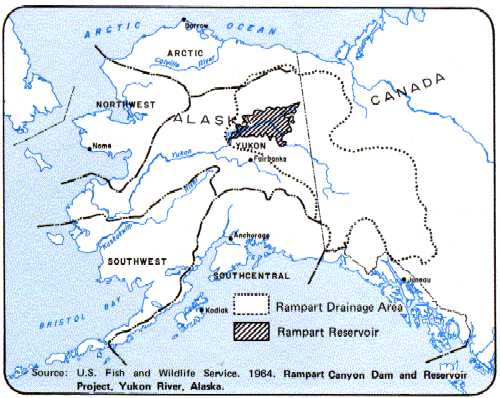
Carte de l'Alaska avec le projet de barrage.